# Paléoxylologie
La paléoxylologie est l'étude du bois fossilisé dans un milieu aqueux sans oxygène, ni lumière. Cet état de conservation permet d'éviter la survie de micro-organisme xylophage, le bois conserve donc sa forme originale.

## Application de la xylologie
- Découvrir l'environnement ligneux d'un site archéologique pour mieux comprendre son évolution et de reconstituer le paysage[2]. Il est aussi possible de découvrir des ustensiles en bois ayant été jeté ou égaré sur des sites archéologiques, cela permet de savoir le mode de vie des civilisations passées et la manière dont ils travaillaient leurs outils.
- Analyse de micro-charbon, pour découvrir la nature d'un combustible.
- Il est possible de reconstituer des éléments historiques à l'aide de bois minéralisé comme des fourreaux d'épée ou autre, mais aussi d'étudier sépultures avec la fossilisation du bois des cercueils. Cette application permet d'analyser la méthode de fabrication de ces objets en contact avec du fer pour savoir comment ils ont été construits.